# روس كليفورد
روس كليفورد (بالإنجليزية: Ross Clifford)‏ هو عالم عقيدة أسترالي، ولد في 1951.